# 아치촌
아치촌(일본어: 阿智村)은 일본 나가노현 시모이나군 서부에 있는 촌이다.

## 지리
1973년에 나카쓰가와선 부설을 위한 지질 조사 중에 갑자기 더운 물이 솟아 발견된 히루가미 온천이 있다. 난보쿠초 시대에는 고다이고 천황의 손자인 다다요시 친왕이 나미아이 지구에서 전사했다고 여겨진다. 마을의 남부, 히라야촌과의 경계에 있는 지부자키 고개 주변은 예로부터 관광지화되어 있어 도카이 지방 각지에서 찾아오는 관광객이 많다.

## 역사
- 1956년 9월 30일 - 고카촌, 지사토촌, 가이치촌이 합병해 아치촌이 성립하였다.
- 2006년 1월 1일 - 나미아이촌을 편입하였다.
- 2009년 3월 31일 - 세이나이지촌을 편입하였다.

## 인구
|                                            | |
| 아치촌의 전국의 연령별 인구 분포（2005년） | 아치촌의 연령·남녀별 인구 분포（2005년）                                                                               |
| ■자주색 ― 아치촌 ■녹색 ― 일본전국          | ■파랑색 ― 남자 ■빨간색 ― 여자                                                                                          |
| · 아치촌（에 해당되는 지역）의 인구추이    | |
| 일본 총무성 통계국 국세조사 결과           | |
|                                            | 기술적 문제로 인해 그래프를 일시적으로 사용할 수 없습니다. 파브리케이터와 미디어위키 위키에 더 자세한 정보가 있습니다. |

## 교통

### 도로
- 주오 자동차도
- 국도 153호선
- 국도 256호선